# Prefettura autonoma tibetana di Gannan
La prefettura autonoma tibetana di Gannan (in cinese: 甘南藏族自治州, pinyin: Gānnán Zàngzú Zìzhìzhōu; in tibetano: ཀན་ལྷོ་བོད་རིགས་རང་སྐྱོང་ཁུལ, Wylie: Kan-lho Bod-rigs rang-skyong-khul) è una prefettura autonoma della provincia del Gansu, in Cina.

## Amministrazione
La prefettura amministra una città-contea e sette contee:
- Hezuo
- Contea di Lintan
- Contea di Jonê
- Contea di Zhugqu
- Contea di Têwo
- Contea di Maqu
- Contea di Luqu
- Contea di Xiahe